# Yūka Nishio
Yūka Nishio (西尾 夕香 Nishio Yūka?, 31 de marzo de 1994) es una seiyū y cantante japonesa afiliada a Hibiki. Anteriormente estuvo activa como solista bajo el nombre de Haruca y lanzó el sencillo "Eien no Kotae" en el 2017. Es conocida por darle voz a BanG Dream! como Nanami Hiromachi y D4DJ como Rinku Aimoto.

## Biografía
Nishio nació en la Kanagawa el 31 de marzo de 1994. Durante su juventud, tocó el violín y estuvo en una orquesta en la escuela primaria antes de dejarlo en la secundaria.
También tuvo interés en el anime y el manga desde temprana edad, y al ingresar a la Universidad de Keiō, decidió seguir una carrera como actriz de doblaje. Comenzó sus actividades de entretenimiento como cantante en el 2016 bajo el nombre artístico de Haruca. En octubre de 2017, lanzó el sencillo "Eien no Kotae" (永 遠 の こ た え), cuya canción principal se usó como tema final de la serie de anime Kado: The Right Answer; el sencillo alcanzó el puesto 98 en las listas semanales de Oricon.
En abril de 2019, se unió a la agencia de talentos Hibiki luego de una audición y cambió su nombre artístico a Yūka Nishio. Más adelante en el año, fue elegida como Rinku Aimoto, la protagonista principal de la franquicia D4DJ y miembro de la unidad Happy Around!. Antes de unirse a la serie, Nishio tenía experiencia como DJ en un club. También prestó su voz a Yuu Higashiyama para el juego de cartas coleccionables Rebirth for you y su correspondiente anime Rebirth.
En 2020, Nishio se unió al proyecto musical BanG Dream!, dando voz al personaje de Nanami Hiromachi y convirtiéndose en el bajista de la banda Morfonica. No estaba familiarizada con el bajo antes de unirse a la banda; Como Morfonica es un grupo de violines de rock, Nishio desarrolló una relación con el violinista y compañero de banda Ayasa sobre su experiencia mutua en el instrumento. Nishio es coanfitrión de la serie de YouTube Monica Radio junto a su compañera de banda Hina Suguta. El 22 y 23 de agosto participó en BanG Dream! 8th Live actuando con Happy Around! como acto de apertura del concierto The Depths de Raise A Suilen y con Morfonica en el Special Live del día siguiente: Summerly Tone.
El 21 de abril de 2022, Hibiki anunció que Nishio había dado positivo por COVID-19, lo que la obligó a omitir próximos eventos como el concierto Resonance de Morfonica y el programa de aniversario de D4DJ. Para el primero, se usaron pistas de acompañamiento de su voz y bajo en su lugar.

## Filmografía

### Anime
2020
- BanG Dream! Girls Band Party! Pico: Ohmori, Nanami Hiromachi[3]
- D4DJ First Mix, Rinku Aimoto[1]
- ReBirth, Yuu Higashiyama[8]

2021
- D4DJ Petit Mix, Rinku Aimoto[9]
- BanG Dream! Girls Band Party! Pico Fever!, Nanami Hiromachi[10]
- The Fruit of Evolution, Eris McClain[11]

2022
- BanG Dream! Morfonication, Nanami Hiromachi[12]

2023
- D4DJ All Mix, Rinku Aimoto

### Películas
2021
- BanG Dream! Film Live 2nd Stage, Nanami Hiromachi[13]

2022
- BanG Dream! Poppin'Dream!, Nanami Hiromachi[14]

### Videojuegos
2020
- D4DJ Groovy Mix, Rinku Aimoto[15]
- BanG Dream! Girls Band Party!, Nanami Hiromachi[16]

2022
- Cardfight!! Vanguard Dear Days, Yuki Ichidoji[17]